# Alexander von Tresckow
Alexander Bernhard von Tresckow (* 13. Dezember 1805 in Groß-Wanzleben; † 2. März 1878 in Berlin) war ein preußischer Generalleutnant.

## Leben

### Herkunft
Alexander war ein Sohn des preußischen Oberstleutnants Karl August von Tresckow (1779–1845) und dessen Ehefrau Wilhelmine, geborene Gräfin Henckel von Donnersmarck (1777–1847), geschiedene von Gansauge. Sein Bruder Udo von Tresckow (1808–1885) war ebenfalls preußischer General, genauso wie sein Halbbruder Hermann von Gansauge (1798–1871).

### Werdegang
Tresckow besuchte die Kadettenhäuser in Potsdam und Berlin. Anschließend wurde er am 13. Oktober 1822 als Unteroffizier dem 12. Husaren-Regiment der Preußischen Armee überwiesen. Unter Beförderung zum Sekondeleutnant erfolgte am 12. Juni 1826 seine Versetzung in das 7. Kürassier-Regiment. Von 1832 bis 1834 war Tresckow zur Lehr-Eskadron und 1838 zur Remonte-Ankauf-Kommission nach Preußen kommandiert. Bis Anfang Oktober 1848 avancierte er zum Rittmeister und Eskadronchef. Tresckow wurde am 3. Juni 1856 zum Major befördert und als etatsmäßiger Stabsoffizier in das 4. Ulanen-Regiment. Daran schloss sich vom 16. Mai 1857 bis zum 11. Februar 1859 eine Verwendung im Garde-Kürassier-Regiment an. Anschließend beauftragte man Tresckow zunächst mit der Führung des 2. Dragoner-Regiment und ernannte ihn am 11. Juni 1859 zum Kommandeur dieses Regiments. In dieser Stellung stieg er bis Mitte Oktober 1861 zum Oberst auf und anlässlich des Ordensfestes erhielt er im Januar 1863 den Roten Adlerorden III. Klasse mit Schleife. Am 25. März 1863 mit der Führung der 13. Kavallerie-Brigade beauftragt, erhielt Tresckow am 24. September 1864 den Orden der Heiligen Anna II. Klasse und wurde am 18. April 1865 Brigadekommandeur sowie am 19. Oktober 1865 mit dem Kronen-Orden II. Klasse ausgezeichnet. Am 15. Juni 1866 zum Generalmajor befördert, nahm er 1866 während des Deutschen Krieges bei der Mainarmee an den Kämpfen bei Dermbach, Kissingen, Laufach, Aschaffenburg, Tauberbischofsheim, Gerchsheim und Würzburg teil. Für sein Wirken wurde Tresckow am 20. September 1866 mit dem Roten Adlerorden II. Klasse mit Eichenlaub und Schwertern ausgezeichnet. In Genehmigung seines Abschiedsgesuches wurde Tresckow am 7. April 1868 unter Verleihung des Sterns zum Roten Adlerorden II. Klasse mit Eichenlaub und Schwertern am Ringe mit Pension zur Disposition gestellt.
Nach seiner Verabschiedung erhielt Tresckow am 22. Januar 1876 den Charakter als Generalleutnant. Er war Ehrenritter des Johanniterordens und starb am 2. März 1878 in Berlin.

### Familie
Tresckow heiratete am 5. Juli 1840 in Demker Agnes von Arnstedt (1818–1842). Aus der Ehe ging die Tochter Emma Charlotte Karoline (* 1841) hervor, die sich 1863 mit Timon von Renthe-Fink († 1866) verheiratete.
Nach dem Tod seiner ersten Frau ehelichte er am 30. November 1863 in Landsberg an der Warthe Marie Wolf (1826–1873), mit der er folgende Kinder hatte:
- Friedrich Karl (* 1865), preußischer Rittmeister
- Max (1866–1889), preußischer Leutnant
- Anna Emilie Elise Agnes (1868–1898) ⚭ 1891 Leo Tellenbach